# بیمارستان شهدای الاقصی
بیمارستان شهدای الاقصی (به عربی: مستشفی شهدء الأقصی الحکومی) بیمارستانی در دیرالبلاح، فلسطین جنوبی است.
این بیمارستان در سال ۲۰۰۱ تأسیس شد. از سال ۲۰۱۸، یکی از پانزده بیمارستان دولتی در نوار غزه بود.
این بیمارستان توسط آژانس امدادرسانی و کاریابی برای آوارگان فلسطینی در خاور نزدیک، وزارت بهداشت و سازمان‌های غیردولتی مختلف مدیریت می‌شود. این بیمارستان تا همین اواخر هر ماه به ۱۸۰۰۰ بیمار خدمات رسانی می‌کرد. [توضیحات لازم] طبق گفته وزارت بهداشت، بخش اورژانس بیمارستان بیش از ۱۱۰۰۰ ویزیت داشته است. در سال ۲۰۱۸، بیمارستان ۱۶۶ تخت داشت.
این بیمارستان که در درگیری‌های جاری اسرائیل و فلسطین گرفتار شده است، هم هدف قرار گرفته و هم با عواقب هدف‌گیری نزدیکی از سوی ارتش اسرائیل مواجه شده است. در سال ۲۰۱۴، چندین گلوله در یک بمباران ارتش اسرائیل که موشک‌های ضد تانک را در منطقه هدف قرار می‌داد، به واحد مراقبت‌های ویژه بیمارستان اصابت کرد. چهار فلسطینی کشته و حدود چهل نفر دیگر مجروح شدند. در طول جنگ ۲۰۲۳ اسرائیل و حماس، بیمارستان با ازدحام بسیار زیاد مواجه شد. حملات هوایی ارتش اسرائیل در دیرالبلاح و اطراف بیمارستان صدها کشته و زخمی برجای گذاشت.